# Xyris bialata
Xyris bialata är en gräsväxtart som beskrevs av Gustaf Oskar Andersson Malme. Xyris bialata ingår i släktet Xyris och familjen Xyridaceae. Inga underarter finns listade i Catalogue of Life.